# 阿索爾山
78°0′S 163°44′E / 78.000°S 163.733°E
阿索爾山（英語：Mount Atholl），是南極洲的山峰，位於維多利亞地的斯科特海岸，處於亞歷山德拉山以西，海拔高度728米，在1994年由新西蘭地理委員會命名，現時由南極條約體系管理。